# Спасо-Преображенский собор (Абакан)
Спа́со-Преображе́нский собо́р — православный храм в Абака́не, кафедральный собор Абаканской епархии Русской Православной Церкви.
Собор является значимым объектом экскурсионно-познавательного туризма на территории Хакасии.

## История
Проект будущего храма, архитектором которого был Крылов Алексей Владимирович, разрабатывался институтом «Абакангражданпроект» под управлением главного инженера проекта А. В. Усова. Строительство было начато в 1994 году, однако вскоре строительные работы были приостановлены из-за отсутствия финансовой поддержки.
Строительство возобновилось в 1999 году с помощью Саяногорского алюминиевого завода. 27 мая 1999 года правящий епископ Викентий (Морарь) освятил и заложил первый камень в основание строящегося собора.
19 августа 2001 года, в праздник Преображения Господня, состоялось освящение нижнего храма в честь новомучеников и исповедников Российских.
23 декабря 2001 года состоялось малое освящение верхнего храма кафедрального собора в честь Преображения Господня.
19 августа 2005 года собором четырёх архиереев совершилось великое освящение верхнего главного храма собора.
19 августа 2006 года освящён основной иконостас.

## Архитектура
Собор представляет собой выбеленный снаружи семикупольный храм. Верхний храм имеет два боковых придела и классический пятиярусный иконостас. Нижний храм — крестильный. Купола собора покрыты металлом с напылением нитрида титана. Имеется 12 колоколов. Самый большой весом 5670 кг. Общая площадь собора составляет 1637 м², высота от земли до маковки колокольни 49,2 м, вместимость до 1000 человек.

## Реликвии
- Ковчежец со святынями: часть Креста Господня, часть дуба Мамврийского, Св. ап. и ев. Марка, преп. Германа Аляскинского, Сщмч. Владимира, митр. Киевского, Свт. Филарета, митр. Московского, преп. Герасима Иорданского, Свт. Луки, архиеп. Красноярского, Свт. Иоанна Хозевита, еп. Кесарийского, преп. Евфимия Великого, преп. Саввы Сторожевского, преп. Моисея Угрина, Св. ап. Андрея Первозванного, Свт. Николая, архиеп. Мирликийского, Свт. Иоасафа Белгородского, Св. блгв. вел. кн. Александра Невского, Свт. Филиппа, митр. Московского, Св. вмч. Анастасии Узорешительницы, Свт. Иннокентия, митр. Московского, Свт. Тихона, Патриарха Всероссийского, Сщмч. Фаддея, архиеп. Тверского.
- Иконы сибирских святых с частицами мощей: Свт. Иннокентия, митрополита Московского, Свт. Иоанна, митрополита Тобольского, Сщмч. Гермогена, епископа Тобольского, мученика Василия Мангазейского, Св. прав. Феодора, старца Томского, Св. блж. Матроны Московской.
- Камень с горы Фавор, места Преображения Господня
- Иконы Божией Матери «Скоропослушница» и «Отрада и Утешение», освященные на первообразах на Святой Горе Афон (Греция)
- Икона Апокалипсиса, с частицей из пещеры Апокалипсиса на острове Патмос (Греция)
- Икона Свт. Николая, архиеп. Мирликийского, освященная на его Святых мощах в г. Бари (Италия)[2].